# 로드 바이크

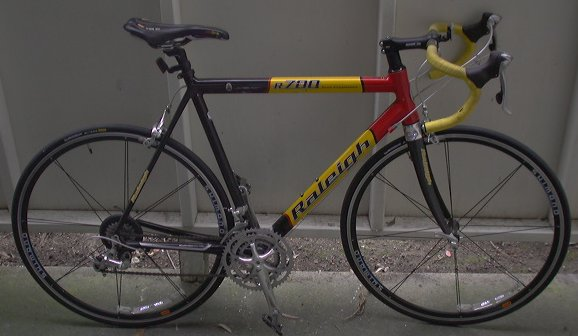
로드 자전거

로드 자전거(영어: Road bicycle) 또는 도로 자전거는 포장된 도로에서 잘 달릴 수 있도록 만들어진 자전거를 말한다. 경륜장에서 쓰이는 경주용 자전거와 비슷하게 생겼다. 도로에서 빨리 달릴 수 있도록 큰 기어비를 가지고 있고, 비교적 가벼운 소재로 만들어져 있다.

## 특징
- 도로 마찰력을 줄이기 위해 타이어가 좁고 매끈하며 압력이 높다.
- 무게를 줄이기 위해 가벼운 소재로 만들어져 있다.
- 공기저항을 줄이기 위해 앞에서 볼때 매끈하게 되어있고, 아래로 구부러진 형태의 로드 드롭바를 장착하고 있다.
- 공기저항을 덜 받기 위해서 허리를 많이 구부리도록 설계되어있어, 허리에 무리가 올 수 있다.

## 종류
- 하이브리드: 비포장 도로와 일반 도로에서 잘 달릴 수 있도록, 산악 자전거와 로드바이크의 장점을 합친 자전거
- 리컴번트 자전거
- 미니벨로: 갖고 다니기 쉽게 접이식으로 만든 자전거
- 타임트라이얼 바이크: 오직 속도를 목적으로 만들어진 자전거
- 올라운드 바이크: 가볍고 민첩한 자전거
- 에어로 바이크: 포지션이 공기저항을 덜 받게 설계되어있는 자전거

## 같이 보기
- 자전거
- 산악 자전거